# Ptychoptera eocenica
Ptychoptera eocenica is een muggensoort uit de familie van de glansmuggen (Ptychopteridae). De wetenschappelijke naam van de soort werd voor het eerst geldig gepubliceerd in 2007  door Podénas.